# 아오바 (아오모리시)
아오바(青葉)는 일본 아오모리현 아오모리시에 속한 오아자이다. 아오바 1・2・3정목이 설치되어 있으며, 2017년 5월 1일 현재 인구는 1,182명이다. 우편번호는 030-0846이다.

## 지리
아오모리시 중심 시가지에서 보면 남쪽에 위치한다. 북쪽은 아오바 거리를 사이에 두고 그린, 동쪽과 남쪽은 하마다, 남서쪽은 히가시노, 서쪽은 오노와 접해 있다. 20세기 말경까지 이 지구의 남쪽은 시가지가 단절되어 논밭이 펼쳐져 있었으나, 2000년에 이토요카도 아오모리점이 남쪽의 하마다 1정목에 자리를 잡으면서 시가지가 이 지구를 넘어 시가지가 더 남쪽으로 넓어지게 되었다. 넓어졌다. 비교적 작은 마을이기 때문에 마을회도 옆의 미도리 지구와 합동으로 '미도리 아오바 마을회'가 되어 있다.
간선도로변에는 대형 소매점을 비롯해 수많은 상점 등이 밀집해 있지만, 뒷골목에는 단독주택과 공동주택도 많다. '

## 역사
이 지역은 1970년대까지 논밭이 펼쳐져 있었으나 1977년에 인접한 녹지 지구에 선로드 아오모리(サンロード青森)가 개점한 후 교외 상업지로 변모했다.
- 1996년 - 아오모리시 오쿠노 제1지구 구획정리사업에 대해 아오모리현 지사가 환지처분 완료 공고를 내면서 마을 경계 및 마을 이름 변경 및 지번 정리가 이루어졌다. 이에 따라 다음과 같은 마을 이름이 새롭게 설정되었다.
  - 아오바 1정목 - 오노 와카미야, 우라마치 오쿠노의 각 부분
  - 아오바 2정목 - 우라마치 오쿠노, 하마다 이타바시 각 부분
  - 아오바 3정목 - 우라마치 오쿠노, 하마다 이타바시, 하마다 토요타, 하마다 타마가와 일부

## 교통

### 도로
- 국도 제103호선
- 아오모리현 도로 120호 아라카와 아오모리 정류장선

1. ↑  青森市 (2017년 5월 25일). “人口・世帯数等（住民基本台帳）” (일본어). 青森市. 2020년 5월 8일에 원본 문서에서 보존된 문서. 2017년 5월 29일에 확인함. 다음 글자 무시됨: ‘和書’ (도움말)
2. ↑  “市外局番の一覧”. 総務省. 2017년 5월 29일에 확인함. 다음 글자 무시됨: ‘和書’ (도움말)